# 五鳳駅
五鳳駅（ごほうえき）は、中華人民共和国広東省広州市海珠区瑞康路と逸景路の交差点に位置する広州地下鉄10号線及び11号線の駅。

## 歴史
- 2024年12月28日：11号線の駅として開業[1]。
- 2025年6月29日：10号線の開業により、乗り換え駅となる[2]。

## 駅構造
両線とも島式ホーム1面2線を有する地下駅。10号線ホームは瑞康路りの、11号線ホームは逸景路りの地下にある。10号線東暁南側に引き上げ線が2線ある。

### のりば
| 番線                    | 路線     | 方向   | 行先                     |
| ----------------------- | -------- | ------ | ------------------------ |
| 11号線ホーム（地下3階） |          |        |                          |
| 1                       | ■ 11号線 | 外回り | 大塘・龍潭・雲台花園方面 |
| 2                       | ■ 11号線 | 内回り | 燕崗・沙涌・大金鐘路方面 |
| 10号線ホーム（地下2階） |          |        |                          |
| 3                       | ■ 10号線 | 上り   | 楊箕東方面               |
| 4                       | ■ 10号線 | 下り   | 西塱方面                 |

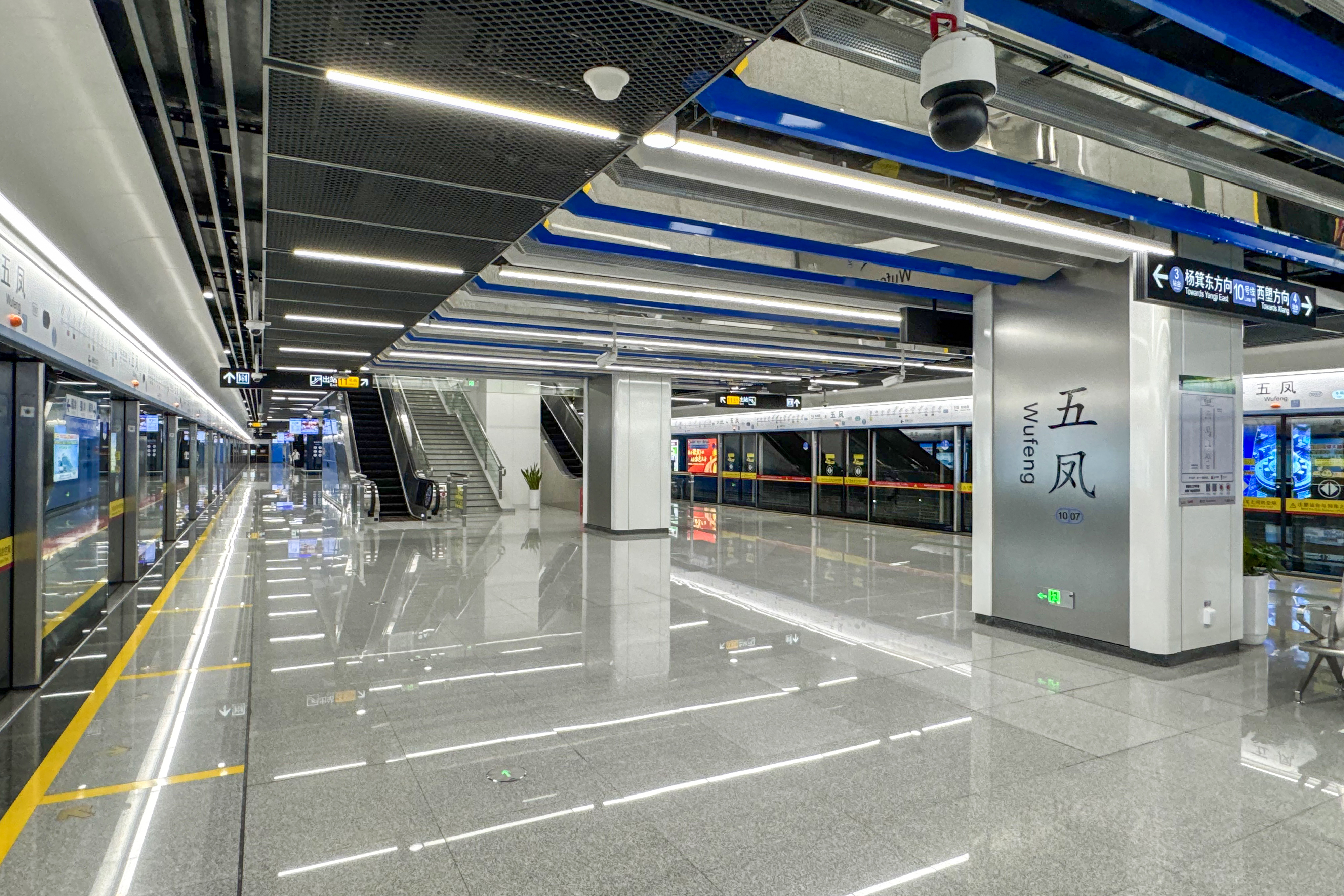
10号線ホーム
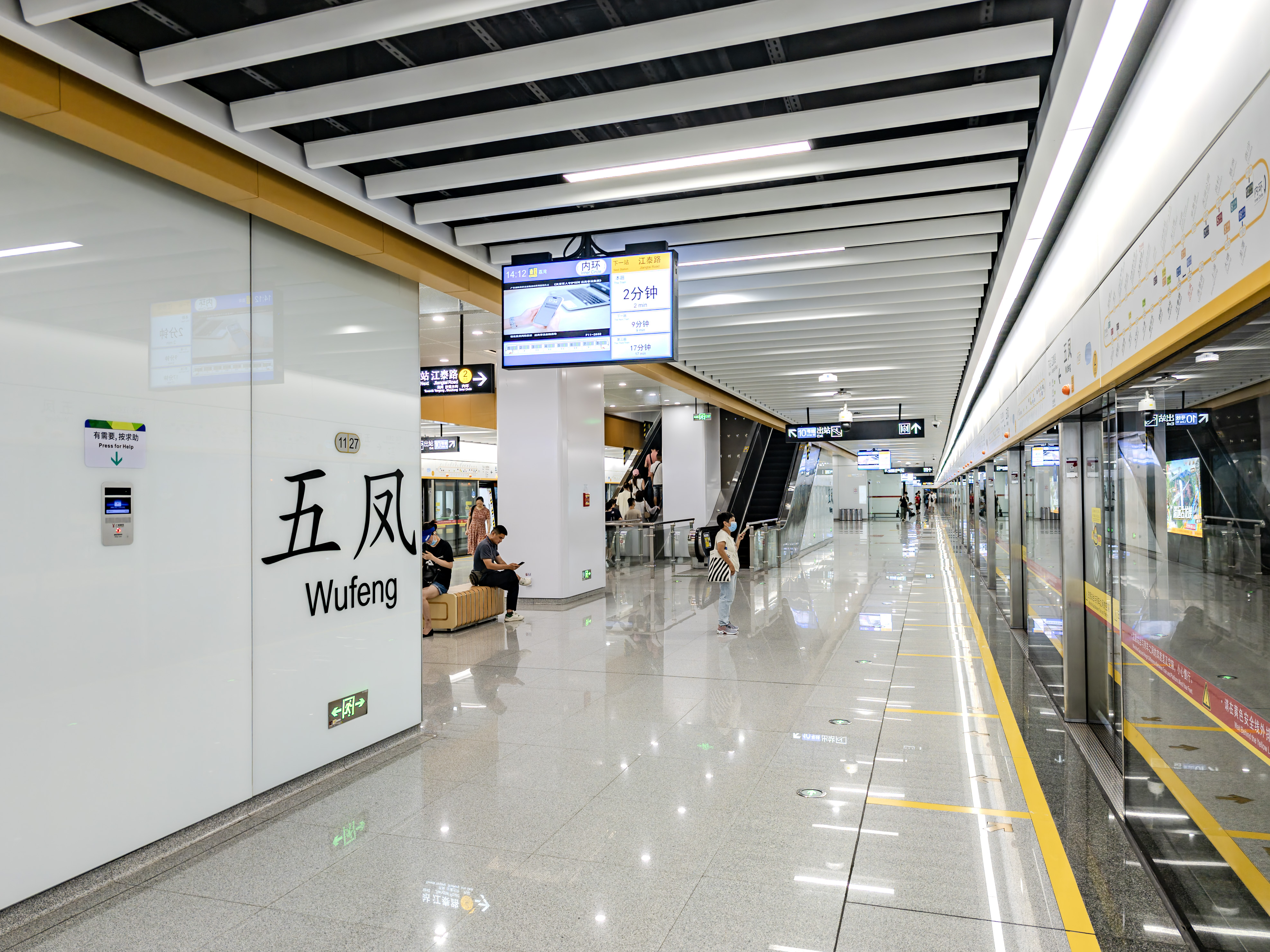
11号線ホーム
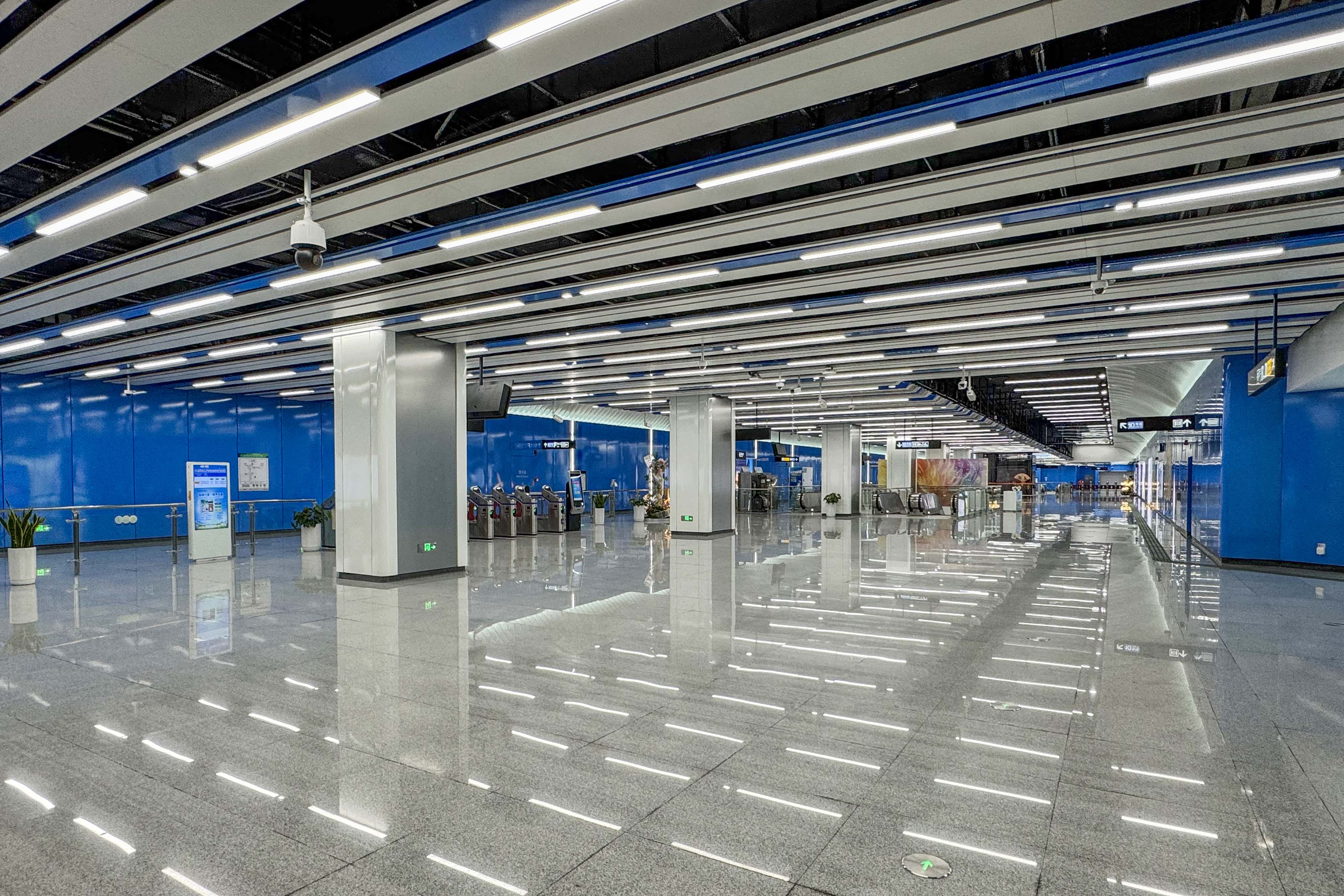
10号線コンコース
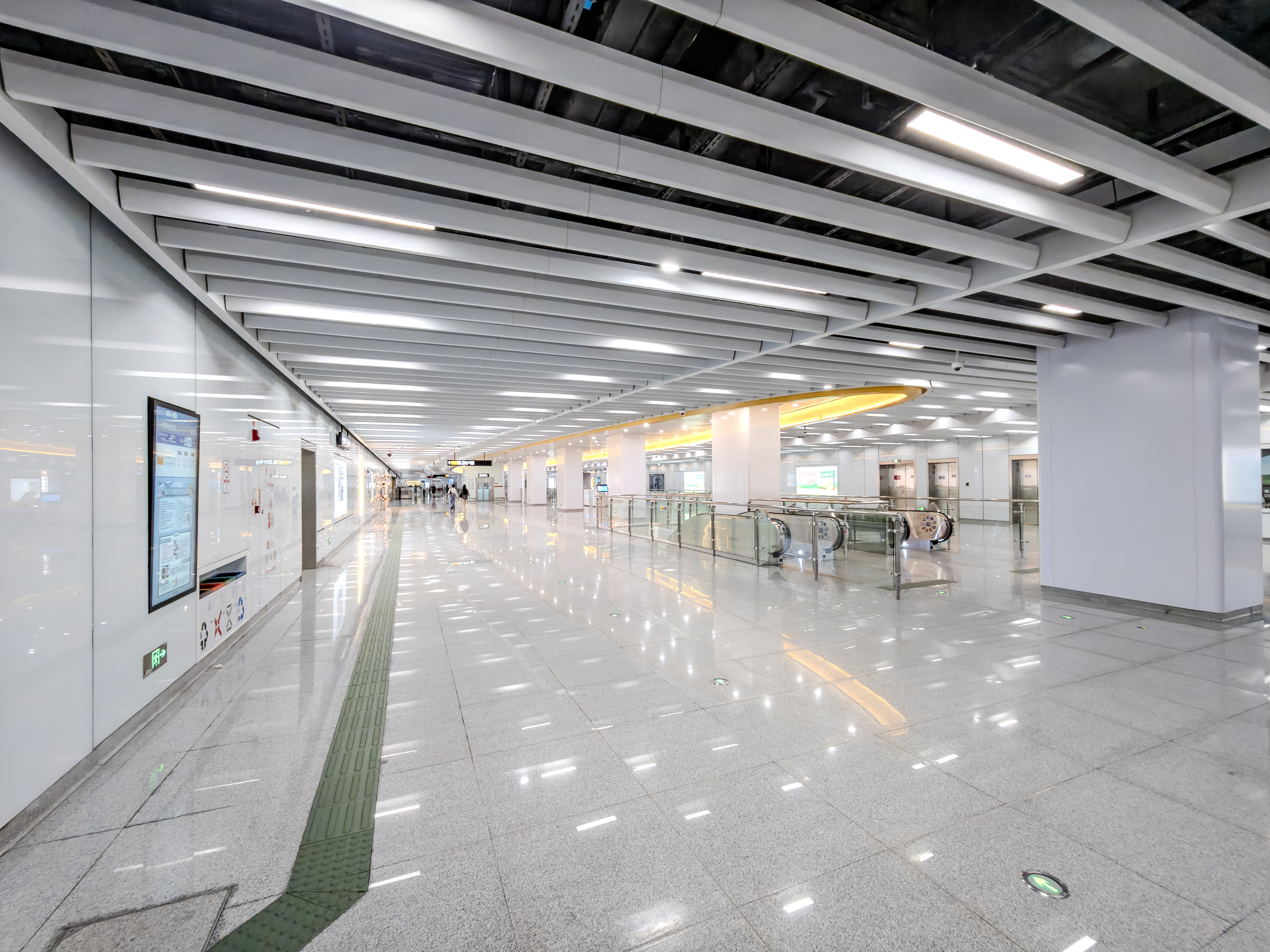
11号線コンコース

## 駅周辺
- 純陽観（中国語版）
- 中大江南紡織城
- 広州長江軽紡城
- 和泰ビル
- 嘉禾紡織中心

## 隣の駅
広州地下鉄
■ 10号線
東暁南駅 1006 - 五鳳駅 1007 - 中大南門駅（事業中） 1008 - 浜江東路駅 1009
■ 11号線
江泰路駅 1126 - 五鳳駅 1127 - 逸景路駅 1128